# Mimi Mercedez
Milena Janković (în sârbă Милена Јанковић; n. 23 noiembrie 1992, Belgrad, Iugoslavia), cunoscută ca Mimi Mercedez, este o cântăreață și compozitoare sârbă.

## Biografie
Janković s-a născut la 23 noiembrie 1992 la Belgrad, în Republica Federală Iugoslavia, și a crescut în cartierul Konjarnik. Ea a declarat că interesul ei pentru muzica rap provine de la sfârșitul adolescenței. Janković a absolvit al treilea gimnaziu din Belgrad.

## Carieră
În 2011 a lansat prima ei melodie, intitulată Napucane svinjice. Acesta a fost inclus ulterior pe mixtape-ul ei de lansat, Jedino što znam, în 2013. La începuturile sale, Janković obișnuia să lucreze ca stripteuză pentru a-și susține cariera muzicală.
În februarie 2015, Mimi Mercedez a lansat EP-ul Napaljene uličarke, în august, acesta fiind urmat de primul ei album, Našminkam se i pravim haos. Albumul a inclus piesa Kleoptara, care a devenit primul ei cântec de succes mainstream.
În 2018, ea a lansat două albume: Stara Mimi și Kuma. În anul următor, în februarie, Mercedez a avut două duete cu cântăreața Stoja: Svet se vrti oko nas" și Žena sa Balkana. În octombrie 2019, ea a lansat albumul Mržnja, care a fost precedat de piesa de titlu și de single-ul Kučke.
În iulie 2022 a cântat pentru prima dată la festivalul de muzică EXIT din Novi Sad. În octombrie, în timpul concertului său de la Tvornica Kulture din Zagreb, Mercedez și-a anunțat că urmează să lanseze cel de-al cincilea album de studio. Pe 31 decembrie, ea și alți artiști au susținut un spectacol live în cadrul ceremoniei de închidere a anului Novi Sad drept Capitală Europeană a Culturii.
Cel de-al cincilea album al ei, Frka u svemiru, a fost lansat pe 17 februarie 2023. Acesta a fost precedat de single-urile Dajive komi, cu Seksi, Ratatata, cu Marlon Brutal, Tik Tok, cu Mili, în 2022, și Simp, în 2023.
Janković declarase anterior că numele ei de scenă provine din momentul în care a fost lovită de o mașină Mercedes-Benz în copilărie, dar ulterior a mărturisit că a fost o glumă.
Cu ocazia Zilei Internaționale a Femeii, Ana Šumanović de la Muzika.hr a inclus-o pe Mercedez printre artistele regionale care "și-au lăsat amprenta asupra muzicii". Single-ul ei Dajivé Komì s-a numărat printre finaliștii nominalizați pentru Premiul Milan Mladenović 2023.

## Discografie
- Našminkam se i pravim haos (2015)
- Kuma (2018)
- Stara Mimi (2018)
- Mržnja (2019)
- Frka u svemiru (2023)